# Skilanglauf-Australia/New-Zealand-Cup 2018
Der Skilanglauf-Australia/New-Zealand-Cup 2018 ist eine von der FIS organisierte Wettkampfserie, die zum Unterbau des Skilanglauf-Weltcups 2018/19 gehört. Sie begann am 21. Juli 2018 im australischen Perisher Valley und endete am 6. September 2018 in der neuseeländischen Snow Farm. 

## Männer

### Resultate
| 1. Australia/New-Zealand-Cup in Perisher Valley, 21. und 22. Juli 2018 | 1. Australia/New-Zealand-Cup in Perisher Valley, 21. und 22. Juli 2018 | 1. Australia/New-Zealand-Cup in Perisher Valley, 21. und 22. Juli 2018 | 1. Australia/New-Zealand-Cup in Perisher Valley, 21. und 22. Juli 2018 | 1. Australia/New-Zealand-Cup in Perisher Valley, 21. und 22. Juli 2018 |
| ---------------------------------------------------------------------- | ---------------------------------------------------------------------- | ---------------------------------------------------------------------- | ---------------------------------------------------------------------- | ---------------------------------------------------------------------- |
| Datum                                                                  | Disziplin                                                              | Erster Platz                                                           | Zweiter Platz                                                          | Dritter Platz                                                          |
| 21. Juli 2018                                                          | Sprint klassisch                                                       | Phillip Bellingham                                                     | Callum Watson                                                          | Seve de Campo                                                          |
| 22. Juli 2018                                                          | 15 km Freistil                                                         | Callum Watson                                                          | Valerio Leccardi                                                       | Phillip Bellingham                                                     |

| 2. Australia/New-Zealand-Cup und Kangaroo Hoppet in Falls Creek, 18., 19. und 25. August 2018 | 2. Australia/New-Zealand-Cup und Kangaroo Hoppet in Falls Creek, 18., 19. und 25. August 2018 | 2. Australia/New-Zealand-Cup und Kangaroo Hoppet in Falls Creek, 18., 19. und 25. August 2018 | 2. Australia/New-Zealand-Cup und Kangaroo Hoppet in Falls Creek, 18., 19. und 25. August 2018 | 2. Australia/New-Zealand-Cup und Kangaroo Hoppet in Falls Creek, 18., 19. und 25. August 2018 |
| --------------------------------------------------------------------------------------------- | --------------------------------------------------------------------------------------------- | --------------------------------------------------------------------------------------------- | --------------------------------------------------------------------------------------------- | --------------------------------------------------------------------------------------------- |
| Datum                                                                                         | Disziplin                                                                                     | Erster Platz                                                                                  | Zweiter Platz                                                                                 | Dritter Platz                                                                                 |
| 18. August 2018                                                                               | Sprint Freistil                                                                               | Ole Jacob Forsmo                                                                              | Callum Watson                                                                                 | Liam Burton                                                                                   |
| 19. August 2018                                                                               | 10 km klassisch                                                                               | Phillip Bellingham                                                                            | Mark Pollock                                                                                  | Seve de Campo                                                                                 |
| 25. August 2018                                                                               | 42 km Freistil Mst.                                                                           | Valerio Leccardi                                                                              | Phillip Bellingham                                                                            | Callum Watson                                                                                 |

| 3. Australia/New-Zealand-Cup in Snow Farm, 4. bis 6. September 2018 | 3. Australia/New-Zealand-Cup in Snow Farm, 4. bis 6. September 2018 | 3. Australia/New-Zealand-Cup in Snow Farm, 4. bis 6. September 2018 | 3. Australia/New-Zealand-Cup in Snow Farm, 4. bis 6. September 2018 | 3. Australia/New-Zealand-Cup in Snow Farm, 4. bis 6. September 2018 |
| ------------------------------------------------------------------- | ------------------------------------------------------------------- | ------------------------------------------------------------------- | ------------------------------------------------------------------- | ------------------------------------------------------------------- |
| Datum                                                               | Disziplin                                                           | Erster Platz                                                        | Zweiter Platz                                                       | Dritter Platz                                                       |
| 4. September 2018                                                   | 10 km Freistil                                                      | Kyle Bratrud                                                        | Kaichi Naruse                                                       | Benjamin Lustgarten                                                 |
| 5. September 2018                                                   | Sprint Freistil                                                     | Kevin Bolger                                                        | Benjamin Saxton                                                     | Tomoki Sato                                                         |
| 6. September 2018                                                   | 15 km klassisch Mst.                                                | Benjamin Saxton                                                     | Adam Martin (Skilangläufer)                                         | Benjamin Lustgarten                                                 |

### Gesamtwertung Männer
| Rang | Name                | Punkte |
| ---- | ------------------- | ------ |
| 1    | Phillip Bellingham  | 380    |
| 2    | Callum Watson       | 370    |
| 3    | Mark Pollock        | 270    |
| 4    | Seve de Campo       | 241    |
| 5    | Liam Burton         | 240    |
| 6    | Ole Jacob Forsmo    | 186    |
| 7    | Kyle Bratrud        | 185    |
| 8    | Valerio Leccardi    | 180    |
| 8    | Benjamin Saxton     | 180    |
| 10   | Kaichi Naruse       | 175    |
| 11.  | Benjamin Lustgarten | 170    |

| Rang | Name                        | Punkte |
| ---- | --------------------------- | ------ |
| 12.  | Adam Martin (Skilangläufer) | 166    |
| 13.  | Tomoki Sato                 | 134    |
| 14.  | Kevin Bolger                | 132    |
| 15.  | Nicholas Blackwell          | 123    |
| 16.  | Bentley Walker-Broose       | 112    |
| 17.  | Declan Burke                | 106    |
| 18.  | William Middlemiss          | 98     |
| 19.  | Tom Hoogenraad              | 89     |
| 20.  | Campbell Wright             | 88     |
| 21.  | Samuel Belk                 | 78     |
| 22.  | Adam Barnett                | 72     |

| Rang | Name                 | Punkte |
| ---- | -------------------- | ------ |
| 22.  | Akeo Maifeld-Carucci | 72     |
| 24.  | Patrick Manning      | 65     |
| 25.  | Cooper Anderson      | 58     |
| 26.  | Colt Whitley         | 54     |
| 27.  | Matiss Valdsberg     | 53     |
| 28.  | Christoph Gasche     | 50     |
| 29.  | Fedele de Campo      | 46     |
| 30.  | Dominic Cooper       | 40     |
| 30.  | Simeon Hamilton      | 40     |

## Frauen

### Resultate
| 1. Australia/New-Zealand-Cup in Perisher Valley, 21. und 22. Juli 2018 | 1. Australia/New-Zealand-Cup in Perisher Valley, 21. und 22. Juli 2018 | 1. Australia/New-Zealand-Cup in Perisher Valley, 21. und 22. Juli 2018 | 1. Australia/New-Zealand-Cup in Perisher Valley, 21. und 22. Juli 2018 | 1. Australia/New-Zealand-Cup in Perisher Valley, 21. und 22. Juli 2018 |
| ---------------------------------------------------------------------- | ---------------------------------------------------------------------- | ---------------------------------------------------------------------- | ---------------------------------------------------------------------- | ---------------------------------------------------------------------- |
| Datum                                                                  | Disziplin                                                              | Erster Platz                                                           | Zweiter Platz                                                          | Dritter Platz                                                          |
| 21. Juli 2018                                                          | Sprint klassisch                                                       | Chelsea Moore                                                          | Katerina Paul                                                          | Darcie Morton                                                          |
| 22. Juli 2018                                                          | 10 km Freistil                                                         | Barbara Jezeršek                                                       | Ella Jackson                                                           | Phoebe Cridland                                                        |

| 2. Australia/New-Zealand-Cup und Kangaroo Hoppet in Falls Creek, 18., 19. und 25. August 2018 | 2. Australia/New-Zealand-Cup und Kangaroo Hoppet in Falls Creek, 18., 19. und 25. August 2018 | 2. Australia/New-Zealand-Cup und Kangaroo Hoppet in Falls Creek, 18., 19. und 25. August 2018 | 2. Australia/New-Zealand-Cup und Kangaroo Hoppet in Falls Creek, 18., 19. und 25. August 2018 | 2. Australia/New-Zealand-Cup und Kangaroo Hoppet in Falls Creek, 18., 19. und 25. August 2018 |
| --------------------------------------------------------------------------------------------- | --------------------------------------------------------------------------------------------- | --------------------------------------------------------------------------------------------- | --------------------------------------------------------------------------------------------- | --------------------------------------------------------------------------------------------- |
| Datum                                                                                         | Disziplin                                                                                     | Erster Platz                                                                                  | Zweiter Platz                                                                                 | Dritter Platz                                                                                 |
| 18. August 2018                                                                               | Sprint Freistil                                                                               | Emily Champion                                                                                | Casey Wright                                                                                  | Ella Jackson                                                                                  |
| 19. August 2018                                                                               | 5 km klassisch                                                                                | Casey Wright                                                                                  | Iris Pessey                                                                                   | Katerina Paul                                                                                 |
| 25. August 2018                                                                               | 42 km Freistil Mst.                                                                           | Barbara Jezeršek                                                                              | Iris Pessey                                                                                   | Casey Wright                                                                                  |

| 3. Australia/New-Zealand-Cup in Snow Farm, 4. bis 6. September 2018 | 3. Australia/New-Zealand-Cup in Snow Farm, 4. bis 6. September 2018 | 3. Australia/New-Zealand-Cup in Snow Farm, 4. bis 6. September 2018 | 3. Australia/New-Zealand-Cup in Snow Farm, 4. bis 6. September 2018 | 3. Australia/New-Zealand-Cup in Snow Farm, 4. bis 6. September 2018 |
| ------------------------------------------------------------------- | ------------------------------------------------------------------- | ------------------------------------------------------------------- | ------------------------------------------------------------------- | ------------------------------------------------------------------- |
| Datum                                                               | Disziplin                                                           | Erster Platz                                                        | Zweiter Platz                                                       | Dritter Platz                                                       |
| 4. September 2018                                                   | 5 km Freistil                                                       | Jessie Diggins                                                      | Sophie Caldwell                                                     | Caitlin Patterson                                                   |
| 5. September 2018                                                   | Sprint Freistil                                                     | Sophie Caldwell                                                     | Ida Sargent                                                         | Kelsey Phinney                                                      |
| 6. September 2018                                                   | 10 km klassisch Mst.                                                | Jessie Diggins                                                      | Caitlin Patterson                                                   | Ida Sargent                                                         |

### Gesamtwertung Frauen
| Endstand (Top 10) |                   |        |
| \| Rang \| Name \| Punkte \| \| ---- \| ----------------- \| ------ \| \| 1. \| Katerina Paul \| 305 \| \| 2. \| Casey Wright \| 240 \| \| 3. \| Emily Champion \| 226 \| \| 4. \| Sarah Slattery \| 226 \| \| 5. \| Jessie Diggins \| 200 \| \| 5. \| Barbara Jezeršek \| 200 \| \| 7. \| Ida Sargent \| 190 \| \| 7. \| Sarah Slattery \| 190 \| \| 9. \| Caitlin Patterson \| 185 \| \| 10. \| Sophie Caldwell \| 180 \| |                   |        |
| Rang | Name              | Punkte |
| 1. | Katerina Paul     | 305    |
| 2. | Casey Wright      | 240    |
| 3. | Emily Champion    | 226    |
| 4. | Sarah Slattery    | 226    |
| 5. | Jessie Diggins    | 200    |
| 5. | Barbara Jezeršek  | 200    |
| 7. | Ida Sargent       | 190    |
| 7. | Sarah Slattery    | 190    |
| 9. | Caitlin Patterson | 185    |
| 10. | Sophie Caldwell   | 180    |